# Soul of a New Machine
Soul of a New Machine – debiutancki album koncepcyjny grupy Fear Factory. Wydawnictwo ukazało się 25 sierpnia 1992 roku nakładem wytwórni muzycznej Roadrunner Records. Nagrania zostały zarejestrowane w Grand Master, Ltd. w Hollywood w Kalifornii w maju 1992 roku. Miksowanie odbyło się w Fon Studios w Sheffield w Anglii w czerwcu 1992. Z kolei mastering został zrealizowany w Future Disc w Hollywood w Kalifornii.

## Lista utworów
Opracowano na podstawie materiału źródłowego.
1. "Martyr" (muz. Cazares, Herrera, sł. Bell) – 4:06
2. "Leechmaster" (muz. Cazares, Herrera, sł. Bell) – 3:54
3. "Scapegoat" (muz. Cazares, Herrera, sł. Bell) – 4:33
4. "Crisis" (muz. Cazares, Herrera, sł. Bell) – 3:45
5. "Crash Test" (muz. Cazares, Herrera, sł. Bell) – 3:46
6. "Flesh Hold" (muz. Cazares, Herrera, sł. Bell) – 2:31
7. "Lifeblind" (muz. Cazares, Herrera, sł. Bell) – 3:51
8. "Scumgrief" (muz. Cazares, Herrera, sł. Bell) – 4:07
9. "Natividad" (muz. Cazares, Herrera, sł. Bell) – 1:04
10. "Big God"/"Raped Souls" (muz. Cazares, Herrera, sł. Bell) – 2:38
11. "Arise Above Oppression" (muz. Cazares, Herrera, sł. Bell, Cazares) – 1:51
12. "Self Immolation" (muz. Cazares, Herrera, sł. Bell) – 2:46
13. "Suffer Age" (muz. Cazares, Herrera, sł. Cazares) – 3:40
14. "W.O.E." (muz. Cazares, Herrera, sł. Bell) – 2:33
15. "Desecrate" (muz. Cazares, Herrera, sł. Bell) – 2:35
16. "Escape Confusion" (muz. Cazares, Herrera, sł. Cazares) – 3:58
17. "Manipulation" (muz. Cazares, Herrera, sł. Bell) – 3:29

## Twórcy
Opracowano na podstawie materiału źródłowego.
| - Burton C. Bell - wokal - Dino Cazares - gitara, gitara basowa, aranżer, miksowanie - Raymond Herrera - perkusja - Colin Richardson - producent, miksowanie - Steve Harris - inżynier, miksowanie - Bradley Cook - asystent inżyniera - Rober Fayer - asystent inżyniera | - Eddy Schreyer - proces tworzenia wzorca płyty lub dysku do tłoczenia - Satok Lrak - komputerowa grafika - Joe Lance - zdjęcia - Lora Porter - producent wykonawcy - Otis - sampler - Darius Seponlou - wstęp w "Crash Test" - Andrew Shives - gitara basowa |

## Wydania
| Rok  | Nr katalogowy                        | Format | Wytwórnia płytowa  | Region            | Źródło |
| ---- | ------------------------------------ | ------ | ------------------ | ----------------- | ------ |
| 1992 | RR 9160-2                            | CD     | Roadrunner Records | Europa            | [ 2 ]  |
| 1992 | RRD 9160                             | CD     | Roadrunner Records | Stany Zjednoczone | [ 2 ]  |
| 1992 | RR 9160-2                            | CD     | Roadrunner Records | Australia         | [ 2 ]  |
| 1992 | RR 9160 4, RRC 9160                  | CS     | Roadrunner Records | Australia         | [ 2 ]  |
| 1993 | MASS 0035                            | CS     | Metal Mind Records | Polska            | [ 2 ]  |
| 2004 | RR 8257-2 (The Expanded Edition)     | CD     | Roadrunner Records | Holandia          | [ 2 ]  |
| 2004 | 168 618 257-2 (The Expanded Edition) | CD     | Roadrunner Records | Stany Zjednoczone | [ 2 ]  |